# Peridroma fuscobrunnea
Peridroma fuscobrunnea là một loài bướm đêm trong họ Noctuidae.